# Штанс
Штанс је градић у средишњој Швајцарској. Штанс је главни град кантона Нидвалдена, као његово највеће насеље.

## Природне одлике
Штанс се налази у средишњем делу Швајцарске. Од најближег већег града, Цириха град је удаљен 65 км јужно, а од оближњег Луцерна свега 15 км јужно.
Рељеф: Штанс се налази у омањој долини уз Фирвалдштетско језеро, на око 440 метара надморске висине. Језеро се налази северно од града. Јужно од града издижу се Урнски Алпи.
Клима: Клима у Штансу је умерено континентална.
Воде: Кроз Штанс не протиче ниједан значајнији водоток, али је веома близу града Фирвалдштетско језеро.

## Историја
Подручје Штанса је било насељено још у време праисторије и Старог Рима, али није имало велики значај.
Штанс се први пут спомиње 1124. године. Насеље је убрзо ојачало и проширило утицај на околно подручје, стварајући малу средњовековну државицу. Она је са још неколико сличних државица образовала 1291. г. Швајцарску конфедерацију.
1798. године, Штанс је напала француска војска под вођством генерала Наполеона Бонапарте будући да је Штанс одбио прихватити нови устав Француске који је Наполеон донео.
Јохан Хајнрих Песталоци је у истој години отворио прихватилиште за децу без родитеља и за децу који су у току напада остали без крова над главом. Са свом децом радио сам уз помоћ једне домаћице. Песталоци је хтео тако доказати како родитељска оданост, љубав и поверење у децу имају кључну улогу и одгоју.

## Становништво
2008. године Штанс је имао близу 8.000 становника, што је 3 пута више него пре једног века. Од тога 9,4% су страни држављани.
Језик: Швајцарски Немци чине традиционално становништво града и немачки језик је званични у граду и кантону. Међутим, градско становништво је током протеклих неколико деценија постало веома шаролико, па се на улицама Штанса чују бројни други језици. Тако данас немачки језик матерњи за 91,6% становништва, а најзначајнији мањински језици су италијански језик (2,0%) и српскохрватски (1,2%).
Вероисповест: Месни Немци су од давнина римокатолици. Међутим, последњих деценија у граду се знатно повећао удео других вера. Данашњи верски састав града је: римокатолици 76,7%, протестанти 10,8%, а потом следе атеисти, муслимани, православци.

## Привреда
У Штансу има 6900 запослених у 650 фирми. 2% радника раде у пољопривреди док 37% ради у индустрији. 61% радника ради у трговини и услугама. У Штансу се налази седиште највећег произвођача авиона у Швајцарској (Пилатус Еркрафт).

## Саобраћај
Штанс се налази на важном транзитном путу. Кроз Штанс прелази аутпоут А2, који се спаја средишњи део Швајцарске са Италијом. У Штансу постоји и железничка станица, одакле сваки дан возови саобраћају према Луцерну.

## Галерија слика
- Здање кантона
- Градска црква
- Капуцински манастир
- Јохан Хајнрих Песталоци